# Barnaby Fitzpatrick (1er baron d'Upper Ossory)
Pour les articles homonymes, voir Barnaby Fitzpatrick.
Barnaby Fitzpatrick (en irlandais Brian Óg Mac Giolla Phádraig) (vers 1500–1575) est le dernier prétendant au titre de roi d'Osraige; il renonce à son titre ancestral pour bénéficier du nouveau titre de 1er baron d'Upper Ossory (Haut Ossory)  créé par le roi Henri VIII d'Angleterre, par Lettre patente en date du 11 juin 1541, dans le cadre de la politique royale de
Renonciation et restitution. Barnaby Fitzpatrick est ensuite fait chevalier le 1er juillet 1543.

## Biographie
Brían Óg Mac Giolla Phádraig est le fils et homonyme de Brían na Luirech Mac Giolla Phádraig, seigneur du Nord Ossory et sans doute de Noirin (Honora)  fille de Uthaine O'More et sœur de Maelschelainn O'More. On ignore quand il succède à son père mais il apporte son soutien à Gerald FitzGerald (9e comte de Kildare) (mort en 1534) avec lequel sa famille entretenait des liens anciens. Il change toutefois d'attitude en 1532 lorsque son frère  Diarmaid Mac Giolla Phádraig de Ballykeely en conflit avec famille Butler tue Thomas Butler un des fils de  Piers Butler (8e comte d'Ormond). Brían n'hésite pas à livrer à leur vengeance son frère Diarmaid qu'il considérait, en outre, comme un obstacle à ses ambitions de devenir baron anglais. Après cela en 1537 , Brían,  fait sa soumission et renonce à  tous ses anciens droits et devient en 1541;  Barnaby Fitzpatrick,  1er Baron d'Upper Ossory à Castletown. Il est cependant emprisonné pendant quelque temps  à  Waterford jusqu'à ce qu'il restitue « des butins fait dans le comté de Laois ».
En 1546 il fait arrêté son fils aîné Tadgh « un distingué capitaine » qui est emprisonné à Dublin et exécuté pour ses crimes à la demande de son père. En 1566 il est pardonné avec son fils et homonyme Brian/Barnaby et en 1569 ce dernier est fait chevalier et déclaré héritier d'Uper Ossory. Brian Óg Mac Giolla Phádraig/Barnaby Fitzpatrick meurt à une âge avancé entre le 20 mars et le 5 décembre 1575.

## Unions et postérité
Brían Óg aurait  d'abord épousé une fille anonyme de la famille Ó Mórdha, qui était sa cousine germaine;
 elle meurt, probablement en couche. car ensuite  il se remarie avec une  cousine germaine également anonyme de sa première épouse, sans dispense de l'Église. Cette seconde union est déclarée nulle. Il se remarie alors avec Catherine Ó Mórdha, qui était la demi-sœur de ses deux premières épouses ! Ils ont des enfants, ce qui  provoque un tollé parmi les proches de la deuxième épouse. Néanmoins le Pape  les absout, autorise leur union et décrète que leurs enfants présents et futures seront légitimes.. Selon Carrigan les enfants de Brian nés avant son union avec  Margaret Butler incluaient:
- Tadgh, que son père fait mettre à mort en 1546.
- Catherine, qui épouse Robert Grace.

Vers, 1532, il contracte un mariage légitime et politique, avec Margaret Butler, veuve de Richard Mór Burke et fille aînée de Piers Butler (8e comte d'Ormond) (en) 1er comte d'Ossory. Ils sont comme enfants:
- Barnaby (c. 1533–1581), son successeur comme 2e Baron, il est invité à effectuer ses études à Londres avec le futur  Edouard VI, avec qui il se lie d'une amitié profonde[9]
- Florence, qui devient 3e Baron d'Upper Ossory à la mort de son frère.[10]
- Donnell, de Gortnaclea.
- Geoffrey, de Ballyawly.
- Grainne ou Grizzel (c'est-à-dire: Grace) qui épouse son cousin germain, Edmund Butler, 2e Vicomte Mountgarret.

Enfin vers 1551 il se marie avec sa 3e épouse: Elizabeth Ó Conchobhair Failghe ancienne épouse de Giollapatraig O'More. Ils ont plusieurs enfants:.
- Turlough (tué par Dermot O’Malloy in 1581)
- Dermot (tué parDermot O’Malloy in 1581)

Selon William Carrigan Brian serait également le père d'enfants illégitimes:
- Shane, dont la mère est  Joan ny Carroll.
- Teighe, d'Upperwoods vivant en 1585
- Ceallagh, d'Upperwoods en rébellion 1578

Et selon John O’Hart Brian il aurait encore un autre fils:
- David

## Sources
- (en) George Cokayne, Complete Peerage of England, Scotland, Ireland, Great Britain and the United Kingdom, Extant, Extinct, or Dormant, Londres, George Bell & Sons, 1898 (lire en ligne)
- (en) William Carrigan, The History and Antiquities of the Diocese of Ossory, vol. 1, Dublin, Sealy, Bryers & Walker, 1905
- (en)  Robert Dunlop, « Fitzpatrick, Barnaby », dans Leslie Stephen, Dictionary of National Biography, vol. 19, Londres, Smith, Elder & Co, 1889, p. 190–191.
- Mike Fitzpatrick, « Mac Giolla Phádraig Osraí 1384-1534 AD Part II. », The Journal of the Fitzpatrick Clan Society, vol. 1,‎ 2020, p. 40-71 (DOI 10.48151/fitzpatrickclansociety00320)
- (en) Ronan Fitzpatrick, « Fitzpatrick Arms, Crests, Mottos and Supporters » [archive du 14 mars 2012], Fitzpatrick Clan Society (fitzsoc.com), 24 juillet 2007 (consulté le 13 novembre 2010)
- Anne Fuller, Calendar of Papal Registers Relating To Great Britain and Ireland 1492-1503 Alexander VI, vol. 17-2, Dublin, Irish Manuscripts Commission, 1998
- John O’Hart, Irish pedigrees : or, The origin and stem of the Irish nation, Dublin, J. Duffy, 1892